# 고스트: 보이지 않는 사랑
고스트: 보이지 않는 사랑(ゴースト もういちど抱きしめたい 고스트 모이치도 다키시메타이[*])은 1990년에 개봉한 미국 영화 《사랑과 영혼》의 한·일 합작 리메이크 영화이다.

## 줄거리
대기업 '아이 어크로스'를 경영하는 호시노 나나미는 생일 파티를 마치고 집으로 돌아가는 길에 우연히 도예가를 지망하는 한국인 김준호를 만난다. 운명적인 만남으로 곧 사랑에 빠지는 나나미와 준호지만, 사고로 나나미는 목숨을 잃는다. 그리고 보이지 않는 영혼이 되어 준호 곁에 계속 머무르지만, 나나미의 사고는 준호마저 끌어들이려 한다!

## 출연진
- 호시노 나나미 - 마쓰시마 나나코
- 김준호 - 송승헌
- 가미조 미하루 - 스즈키 사와
- 구로다 류지 - 하시모토 사토시
- 미야카와 다이스케
- 구로사와 가즈코 (모리산츄)
- 마쓰카네 요네코
- 시마다 규사쿠
- 구급차에서 사망한 남성 - 누쿠미즈 요이치
- 소녀 유령 - 아시다 마나
- 운텐 사츠키 - 기키 기린
- 나나미를 인터뷰하는 아나운서 - 니시오 유카리 (NTV 아나운서)

## 제작진
- 제작지휘 - 미야자키 요, 오카자키 이치로
- Executive 프로듀서 - 오카다 세이지
- Core Executive 프로듀서 - 스가누마 나오키
- 프로듀서 - 이치세 다카시게
- Core 프로듀서 - 미키 히로아키
- Associate 프로듀서 - 미타 마나미, 호시노 케이
- 촬영 - 이시자카 타로
- 조명 - 다테노 히데키
- 미술 - 야우치 쿄코
- 미술 어드바이저 - 다네다 요헤이
- 장식 - 스즈무라 다카마사
- 녹음 - 이시가이 히로시
- 음악 - 오시마 미치루
- 음악 프로듀서 - 히로타 쓰구노리
- 편집 - 후카자와 케이후미
- 시각효과 - 마쓰모토 하지메
- 도예자문 - 누카가 아키오
- 조감독 - 오가사와라 나오키
- 제작담당 - 슈쿠자키 요시히로
- 라인 프로듀서 - 후쿠시마 사토시
- 제작 - 닛폰 TV 방송망, 파라마운트 픽처스 재팬, PPM, 쇼치쿠, D.N. 드림 파트너즈, 요미우리 TV 방송, CJ Entertainment, CJ Entertainment Japan, Vap, CELL/STV, MMT, SDT, CTV, HTV, FBS
- 제작 프로덕션 - 오즈
- 배급 - 파라마운트 픽처스 재팬, 쇼치쿠
- 감독 - 오타니 타로
- 원작 - 브루스 조엘 루빈 《사랑과 영혼》
- 각본 - 사토 시마코, 나카조노 미호

## 주제가
- 히라이 켄 - 사랑해(アイシテル 아이시테루[*])